# Токчон (станция метро)
«Токчон» (кор. 덕정역) — наземная станция Сеульского метро на Первой линии (локального и экспресс сообщения); это одна из трёх станций на территории Янджу (все на одной линии). Она представлена двумя островными платформами (обслуживаемых для различных сообщений). Станция обслуживается корпорацией железных дорог Кореи (Korail). Расположена в квартале Токчон-дон (адресː 350-242 Deokjeong-dong, 1356 Hwahamno) в городе Янджу (провинция Кёнгидо, Республика Корея). На станции установлены платформенные раздвижные двери.
Пассажиропоток — на 1 линии 14 139 чел/день (на 2012 год).
Станция для пригородного сообщения была открыта 15 октября 1911 года. Первая линия Сеульского метрополитена была продлена на 23,2 км до города Тондучхон — участок Канын—Соёсан, и было открыто 9 станций (Соёсан, Тондучхон, Посан, Тондучхончунан, Чихэн, Токчон, Токке, Янджу, Нокян), 15 декабря 2006 года.